# Euploca humifusa
Euploca humifusa är en strävbladig växtart som först beskrevs av Carl Sigismund Kunth, och fick sitt nu gällande namn av Diane och Hilger. Euploca humifusa ingår i släktet Euploca och familjen strävbladiga växter. Inga underarter finns listade i Catalogue of Life.